# Alaior
Alaior (pron. local [lo]) és una ciutat i municipi, tercera població de l'illa de Menorca, és una comunitat artesana i industrial, amb una població de 9.748 habitants (INE 2023) i un terme municipal de 107,20 kilòmetres quadrats. Conté un gran nombre de jaciments arqueològics, la qual cosa palesa l'antiguitat de l'ocupació humana.

## Etimologia
Apareix com Yhalor el 1301. Sembla preromà i recorda vagament Iluro, que segons Joan Coromines deu ser la forma etimològica del mallorquí Alaro i d'Alarona, suburbi de Mataró.

## Població
| Any  | Habitants | Any  | Habitants |
| ---- | --------- | ---- | --------- |
| 2024 | 10.042    | 2009 | 9.257     |
| 2023 | 9.748     | 2008 | 9.133     |
| 2022 | 9.606     | 2007 | 8.972     |
| 2021 | 9.477     | 2006 | 8.933     |
| 2020 | 9.467     | 2005 | 8.671     |
| 2019 | 9.065     | 2004 | 8.308     |
| 2018 | 9.012     | 2003 | 8.197     |
| 2017 | 9.097     | 2002 | 7.982     |
| 2016 | 8.959     | 2001 | 7.684     |
| 2015 | 8.997     | 2000 | 7.390     |
| 2014 | 9.162     | 1999 | 7.229     |
| 2013 | 9.769     | 1998 | 7.046     |
| 2012 | 9.610     | 1997 | -         |
| 2011 | 9.600     | 1996 | 6.705     |
| 2010 | 9.399     |      |           |

## Entitats de població
| Entitat de població | Habitants (2021) |
| ------------------- | ---------------- |
| Alaior              | 7.677            |
| l'Argentina         | 189              |
| Cala en Porter      | 1.064            |
| Cales Coves         | 82               |
| Sant Jaume          | 186              |
| Son Bou             | 66               |
| Son Vitamina        | 108              |
| Torre Solí Nou      | 105              |
| Font: Idescat       |                  |

## Història
Com a vila, fou fundada pel rei Jaume II de Mallorca el 1304 per compra de la finca Ihalor, d'on deriva l'actual topònim. No obstant això, l'existència de la parròquia de Santa Eulàlia (avui patrona de la vila) és anterior, car figura esmentada en el Pariatge de 1303.
L'església més important és la de Santa Eulàlia que fou edificada sobre un turó al voltant del qual va anar creixent el poble d'Alaior. Des del 1995 fins al 1998 l'església de Santa Eulàlia va ser objecte d'una important restauració.
El 1439, quan Galceran de Requesens dictà la sentència arbitral sobre l'ordenament municipal de Menorca, Alaior va obtenir Universitat particular, entesa com a institució de govern local, i, per tant, l'antecedent històric de l'actual Ajuntament. Per Reial decret de 20 de juliol de 1926 li fou concedit el títol de ciutat.

## Símbols del municipi

###### Escut d´Alaior
El municipi d´Alaior te com a representació heràldica l'aprovada pel Reial Decret 1154/1977 de 3 maig de 1977, publicat al Butlletí Oficial de l'Estat Núm. 127 de 28 de maig de 1977. Segons el dit Reial Decret i en traducció lliure, 
“Escut mig partit i tallat. Primer, de sinople, l'aspa d'or; segon d'or, els quatre pals, de gules. Tercer d'azur, el gall d'or. Bordura general, de plata, carregada amb la paraula Alayor, en lletres de sabre, dividida en dues parts «Ala» i «Yor», a la dreta i sinistra, respectivament, d'aquesta peça. Al timbre, corona reial tancada.”
Mitjançant el Decret del Govern de les Illes Balears 26/1988, de 14 d´abril, pel qual es publiquen es formes oficials dels topònims de les Illes Balears, s´estableix que la denominació oficial d´Alaior es només la versió catalana “Alaior”, i així es recull actualment a la seva representació heràldica dividida en dues parts “Ala” i “ior”.
La representació heràldica del municipi, representa la creu de Santa Eulàlia, patrona del municipi, las barres d´or de la Corona d´Aragó. En el cas del Gall d´or. En versions anteriors es representava únicament una ala d´ocell d´or, com es pot veure en el catàleg de segells de tinta de l'arxiu històric nacional, en el que apareix com a representació heràldica de 1876, un escut tallat i mig partit, a l'inrevés de l'actual, primer cinc pals, segon aspa, tercer, una ala. Probablement aquesta adopció heràldica es va fer per la similitud d´aquesta combinació de paraules “Ala y or” amb el nom del municipi, si bé com s´exposa a l'apartat d´etimologia d´aquest article, el nom del municipi no provindria d´aquesta combinació de paraules.
L'escut està representat en diverses ubicacions de les cases consistorials d´Alaior, un edifici del segle XVII considerat Bé d´Interès Cultural, i en particular a la seva façana on es representa tal com s´utilitza de forma habitual, és a dir, presentat sobre un pergamí.
Bandera d´Alaior o bandera d´en Barçola
La bandera d´Alaior també anomenada bandera d´en “Barçola”, va ser aprovada segons acord del Consell del Govern de les Illes Balears de data 8 d´octubre de 1987, i es definia com una bandera quadrada formada per 8 franges horitzontals del mateix ample, alternant els colors groc amb el blau-verdós, i per sobre una aspa en color ocre-groc.
Aquesta bandera ve a reproduir una bandera en possessió de l'Ajuntament d´Alaior des de 1944 que hauria estat enarborada l'any 1644 per Miquel Barçola i Cardona, en uns fets anomenats "de s´Òlla de ses Coves", en els quals Miquel Barçola hauria defensant el municipi d´un atac dels pirates barbarescs, morint en dies posteriors com a conseqüència de les ferides rebudes durant l'assalt. Aquests fets que no tenen suport històric contemporani com senyala Miquel Àngel Limón Pons, han estat interpretats en sentits diversos en moltes ocasions, si bé la bandera resultant es d´ús amplament popular al municipi.

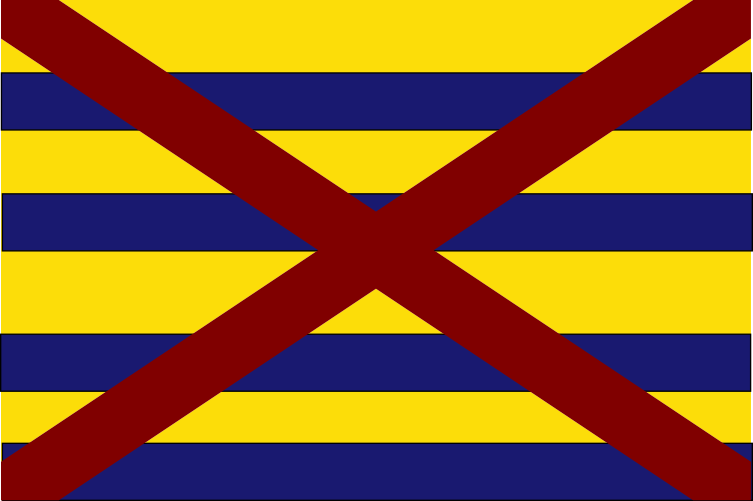
Aproximació als colors originals de la bandera segons la restauradora Judit Tur Portella

Com a conseqüència de la restauració de la bandera per part de l'Ajuntament d´Alaior l'any 2010 es va concloure que els colors originals de la bandera no eren els colors aprovats per l'acord del Consell de Govern, sino que aquests eren en realitat en el cas de les franges, groc intens i blau de prússia, i l'aspa d´un vermell terrós. Si bé no consta que s´hagi modificat el símbol oficial del municipi.

## Geografia
La vila, edificada al voltant de l'antic turó d'Ihalor, presenta una estampa panoràmica ben característica de gran impressió estètica. Per això, efectuar recorreguts per l'interior de l'estructura urbana esdevé una experiència alhora interessant i lúdica.
A tall d'exemple, anotam alguns racons que cal no perdre's: la façana de Santa Eulàlia des de la costa de l'Església, a més de l'annexa placeta des Fossar; el pati de sa Lluna, antic claustre de franciscans; l'ermita de Sant Pere Nou i la seva placeta arbrada; es Pouet i la costa des Pous; s'Ull de Sol, i l'esplèndid mirador del Munt de l'Àngel.
Amb caràcter general, és ben interessant el recorregut pels carrers i carrerons de la vila medieval: Sa Plaça, Menor, Ses Novies, Sa Muntanyeta, S'Arraval, Es Retxats, Sa Bolla, Es Regaló, etc.

## Política i govern

### Alcaldes i alcaldesses electes (1979-2023)
Des de les primeres eleccions democràtiques de l'any 1979, sis persones han ocupat el càrrec d'alcalde o alcaldessa (cinc homes i una dona).
| Legislatura | Període | Alcalde o alcaldessa | Partit polític | Govern | Govern                    |
| --- | --- | --- | --- | --- | ------------------------- |
| I | 1979 - 1983 | Cristòfol Triay Humbert | | Govern UCD i Independents | Govern UCD i Independents |
| II | 1983 - 1987 | Antoni Pons Timoner | | Govern AP i Independents | Govern AP i Independents  |
| III | 1987 - 1991 | Antoni Pons Timoner | | Majoria absoluta | Majoria absoluta          |
| IV | 1991 - 1995 | Antoni Pons Timoner | | Majoria absoluta | Majoria absoluta          |
| V | 1995 - 1999 | Antoni Gómez Arbona | | Majoria absoluta | Majoria absoluta          |
| VI | 1999 - 2003 | Antoni Gómez Arbona | | Majoria absoluta | Majoria absoluta          |
| VII | 2003 - 2007 | Antoni Gómez Arbona (2003 - 2004) | | Govern PSOE i EM | 1                         |
| VII | 2003 - 2007 | Pau Morlà Florit (2004 - 2007) | | Govern PSOE i EM | 1                         |
| VIII | 2007 - 2011 | Pau Morlà Florit | | Govern PSOE i EM | Govern PSOE i EM          |
| IX | 2011 - 2015 | Misericòrdia Sugrañes Barenys | | Majoria absoluta | Majoria absoluta          |
| X | 2015 - 2019 | Misericòrdia Sugrañes Barenys | | Majoria absoluta | Majoria absoluta          |
| XI | 2019 - 2023 | José Luis Benejam Saura | | Majoria absoluta | Majoria absoluta          |
| XII | 2023 - actualitat | José Luis Benejam Saura | | Majoria absoluta | Majoria absoluta          |
| Observacions | | | | |                           |
| El 10 d'octubre de 2004, es produeix la dimissió del batle electe, el Sr. Antoni Gómez Arbona per motius personals. Fou substituït pel primer tinent de batle, el Sr. Pau Morlà Florit. Prengué possessió del càrrec el 14 d'octubre de 2004. | El 10 d'octubre de 2004, es produeix la dimissió del batle electe, el Sr. Antoni Gómez Arbona per motius personals. Fou substituït pel primer tinent de batle, el Sr. Pau Morlà Florit. Prengué possessió del càrrec el 14 d'octubre de 2004. | El 10 d'octubre de 2004, es produeix la dimissió del batle electe, el Sr. Antoni Gómez Arbona per motius personals. Fou substituït pel primer tinent de batle, el Sr. Pau Morlà Florit. Prengué possessió del càrrec el 14 d'octubre de 2004. | El 10 d'octubre de 2004, es produeix la dimissió del batle electe, el Sr. Antoni Gómez Arbona per motius personals. Fou substituït pel primer tinent de batle, el Sr. Pau Morlà Florit. Prengué possessió del càrrec el 14 d'octubre de 2004. | El 10 d'octubre de 2004, es produeix la dimissió del batle electe, el Sr. Antoni Gómez Arbona per motius personals. Fou substituït pel primer tinent de batle, el Sr. Pau Morlà Florit. Prengué possessió del càrrec el 14 d'octubre de 2004. | 1                         |

### Alcaldes anteriors (1835 - 1979)[8]
| Període | Alcalde                      | Context                                                 |
| --- | ---------------------------- | ------------------------------------------------------- |
| 01-01-1835 a 01-01-1836                                                                                               | Pedro Rotger Trémol          | Regnat Isabel II                                        |
| 01-01-1836 a 01-01-1837                                                                                               | Rafael Mascaró Triay         | Regnat Isabel II                                        |
| 01-01-1837 a 01-01-1838                                                                                               | Cosme Trémol Mercadal        | Regnat Isabel II                                        |
| 05-05-1838 a 26-01-1839                                                                                               | Francisco Pons Pons          | Regnat Isabel II                                        |
| 26-01-1839 a 02-01-1840                                                                                               | Rafael Mascaró Triay         | Regnat Isabel II                                        |
| 02-01-1840 a 02-01-1841                                                                                               | Juan Febrer Rotger           | Regnat Isabel II                                        |
| 02-01-1841 a 02-01-1842                                                                                               | Nicolás Guardia Meliá        | Regnat Isabel II                                        |
| 02-01-1842 a 04-01-1843                                                                                               | Miguel Villalonga Tremol     | Regnat Isabel II                                        |
| 04-01-1843 a 12-05-1844                                                                                               | Cosme Trémol Mercadal        | Regnat Isabel II                                        |
| 12-05-1844 a 01-01-1846                                                                                               | Lorenzo Riudavets Fábregas   | Regnat Isabel II                                        |
| 01-01-1846 a 23-02-1848                                                                                               | Diego Salord Salord          | Regnat Isabel II                                        |
| 23-02-1848 a 01-01-1850                                                                                               | Lorenzo Riudavets Fábregas   | Regnat Isabel II                                        |
| 01-01-1850 a 01-01-1852                                                                                               | Miguel Villalonga Tremol     | Regnat Isabel II                                        |
| 01-01-1852 a 01-01-1859                                                                                               | Juan Febrer Rotger           | Regnat Isabel II                                        |
| 01-01-1859 a 01-01-1861                                                                                               | Constantino Pons Pons        | Regnat Isabel II                                        |
| 01-01-1861 a 01-01-1865                                                                                               | Diego Salord Salord          | Regnat Isabel II                                        |
| 01-01-1865 a 01-01-1869                                                                                               | Juan Febrer Rotger           | Regnat Isabel II i Sexenni Democràtic                   |
| 01-01-1869 a 01-02-1872                                                                                               | Lorenzo Villalonga Pons      | Sexenni Democràtic iregnat Amadeu I                     |
| 01-02-1872 a 11-10-1873                                                                                               | Pedro Villalonga Vinent      | Regnat Amadeu I i I República Espanyola                 |
| 11-10-1873 a 31-03-1875                                                                                               | Bernardo Pons Seguí          | I República Espanyola i regnat Alfons XII               |
| 31-03-1875 a 01-03-1877                                                                                               | Juan D. Salord Salord        | Regnat Alfons XII                                       |
| 01-03-1877 a 01-07-1881                                                                                               | Lorenzo Villalonga Puig      | Regnat Alfons XII                                       |
| 01-07-1881 a 01-07-1883                                                                                               | José Albertí Mascaró         | Regnat Alfons XII                                       |
| 01-07-1883 a 01-07-1887                                                                                               | Pedro Villalonga Vinent      | Regnats Alfons XII i Alfons XIII                        |
| 01-07-1887 a 28-09-1888                                                                                               | Bernardo Riudavets Pons      | Regnat Alfons XIII                                      |
| 28-09-1888 a 01-01-1890                                                                                               | Bernardo Pons Orfila         | Regnat Alfons XIII                                      |
| 01-01-1890 a 01-07-1890                                                                                               | Juan J. Pons Piris           | Regnat Alfons XIII                                      |
| 01-07-1890 a 12-08-1890                                                                                               | Lorenzo Pons Pons            | Regnat Alfons XIII                                      |
| 12-08-1890 a 17-03-1892                                                                                               | Juan J. Pons Pons            | Regnat Alfons XIII                                      |
| 17-03-1892 a 31-03-1892                                                                                               | José M. Pons Piris           | Regnat Alfons XIII                                      |
| 31-03-1892 a 11-06-1892                                                                                               | Pedro Villalonga Vinent      | Regnat Alfons XIII                                      |
| 11-06-1892 a 01-01-1894                                                                                               | Juan J. Pons Piris           | Regnat Alfons XIII                                      |
| 01-01-1894 a 01-07-1895                                                                                               | Lorenzo Pons Pons            | Regnat Alfons XIII                                      |
| 01-07-1895 a 01-07-1897                                                                                               | Juan Castell Vinent          | Regnat Alfons XIII                                      |
| 01-07-1897 a 01-07-1899                                                                                               | Juan D. Salord Salord        | Regnat Alfons XIII                                      |
| 01-07-1899 a 01-01-1902                                                                                               | Jaime Pons Villalonga        | Regnat Alfons XIII                                      |
| 01-01-1902 a 01-01-1906                                                                                               | Lorenzo Pons Pons            | Regnat Alfons XIII                                      |
| 01-01-1906 a 01-07-1909                                                                                               | Domingo Pons Villalonga      | Regnat Alfons XIII                                      |
| 01-07-1909 a 01-01-1910                                                                                               | Lorenzo Villalonga Pons      | Regnat Alfons XIII                                      |
| 01-01-1910 a 01-01-1912                                                                                               | Lorenzo Pons Pons            | Regnat Alfons XIII                                      |
| 01-01-1912 a 01-01-1914                                                                                               | Lorenzo Villalonga Pons      | Regnat Alfons XIII                                      |
| 01-01-1914 a 01-01-1916                                                                                               | Miguel Villalonga Pons       | Regnat Alfons XIII                                      |
| 01-01-1916 a 01-01-1918                                                                                               | Tomás D. Salord Salord       | Regnat Alfons XIII                                      |
| 01-01-1918 a 01-04-1920                                                                                               | Juan Sintes Marín            | Regnat Alfons XIII                                      |
| 01-04-1920 a 01-04-1923                                                                                               | Juan Piris Mercadal          | Regnat Alfons XIII                                      |
| 01-04-1923 a 18-07-1924                                                                                               | Juan Villalonga Sintes       | Regnat Alfons XIII                                      |
| 18-07-1924 a 04-04-1927                                                                                               | Lorenzo Pons Pons            | Regnat Alfons XIII                                      |
| 04-04-1927 a 13-06-1927                                                                                               | Tomás D. Salord Salord       | Regnat Alfons XIII                                      |
| 13-06-1927 a 19-06-1929                                                                                               | Lorenzo Villalonga de Febrer | Regnat Alfons XIII                                      |
| 19-06-1929 a 26-02-1930                                                                                               | Juan de Salord Albertí       | Regnat Alfons XIII                                      |
| 26-02-1930 a 12-05-1930                                                                                               | Juan Piris Mercadal          | Regnat Alfons XIII                                      |
| 12-05-1930 a 18-04-1931                                                                                               | Cosme Trémol Pons            | Regnat Alfons XIII i II República Espanyola             |
| 18-04-1931 a 26-01-1933                                                                                               | Juan Piris Mercadal          | II República Espanyola                                  |
| 26-01-1933 a 10-05-1933                                                                                               | Antonio Gimenez Pons         | II República Espanyola                                  |
| 10-05-1933 a 20-07-1936                                                                                               | Juan Pons Serra              | II República Espanyola                                  |
| 20-07-1936 a 13-02-1939                                                                                               | Juan Carreras Expósito       | II República Espanyola                                  |
| 13-02-1939 a 22-02-1939                                                                                               | Lorenzo Mascaró Villalonga   | Dictadura de Francisco Franco                           |
| 22-02-1939 a 19-05-1943                                                                                               | Antonio Mascaró Caules       | Dictadura de Francisco Franco                           |
| 19-05-1943 a 01-07-1944                                                                                               | Martín Timoner Vinent        | Dictadura de Francisco Franco                           |
| 01-07-1944 a 01-06-1949                                                                                               | Juan de Salort Albertí       | Dictadura de Francisco Franco                           |
| 01-06-1949 a 23-10-1954                                                                                               | Juan Pons Pons               | Dictadura de Francisco Franco                           |
| 23-10-1954 a 19-02-1971                                                                                               | Basilio Pons Pons            | Dictadura de Francisco Franco                           |
| 19-02-1971 a 19-04-1979                                                                                               | Antonio Pons Timoner         | Dictadura de Francisco Franco i Regnat de Joan Carles I |
| Pergamí dels alcaldes i alcaldesses d'Alaior des de 1835 fins a l'actualitat. Es pot veure a les cases consistorials. |                              |                                                         |

### Històric de resultats eleccions municipals (1979-2023)
| Partit Polític | Partit Polític           | 1979 | 1983 | 1987 | 1991 | 1995 | 1999 | 2003 | 2007 | 2011 | 2015 | 2019 | 2023 | 2027 |
| --- | ------------------------ | ---- | ---- | ---- | ---- | ---- | ---- | ---- | ---- | ---- | ---- | ---- | ---- | ---- |
| Partit Popular |                          | -    | -    | -    | 7    | 6    | 6    | 6    | 6    | 8    | 7    | 7    | 7    |      |
| Partit Socialista Obrer Espanyol |                          | -    | 6    | 4    | -    | 7    | 7    | 6    | 6    | 3    | -    | -    | 3    |      |
| Més per Menorca i Esquerra de Menorca |                          | -    | -    | -    | -    | -    | -    | -    | -    | -    | -    | -    | 3    |      |
| Junts per Lô |                          | -    | -    | -    | -    | -    | -    | -    | -    | -    | 6    | 6    | -    |      |
| Proposta per les Illes Balears |                          | -    | -    | -    | -    | -    | -    | -    | -    | -    | 0    | 0    | -    |      |
| Esquerra de Menorca |                          | -    | -    | -    | -    | 0    | 0    | 1    | 1    | 1    | -    | -    | -    |      |
| Partit Socialista de Menorca |                          | -    | -    | -    | -    | -    | -    | -    | -    | 1    | -    | -    | -    |      |
| Unió Menorquina |                          | -    | -    | -    | -    | -    | -    | -    | -    | 0    | -    | -    | -    |      |
| Unió Centrista de Menorca |                          | -    | -    | -    | -    | -    | -    | 0    | 0    | -    | -    | -    | -    |      |
| Unió del Poble Balear |                          | -    | -    | -    | -    | -    | 0    | 0    | -    | -    | -    | -    | -    |      |
| Independents de Menorca |                          | -    | -    | -    | -    | 0    | -    | -    | -    | -    | -    | -    | -    |      |
| Socialistes d'Alaior |                          | -    | -    | -    | 5    | -    | -    | -    | -    | -    | -    | -    | -    |      |
| Centre Democràtic i Social |                          | -    | -    | 1    | 1    | -    | -    | -    | -    | -    | -    | -    | -    |      |
| Aliança Popular |                          | -    | 4    | 7    | -    | -    | -    | -    | -    | -    | -    | -    | -    |      |
| Entesa de l'Esquerra de Menorca |                          | -    | -    | 1    | -    | -    | -    | -    | -    | -    | -    | -    | -    |      |
| Independents d'Alaior |                          | 4    | 3    | -    | -    | -    | -    | -    | -    | -    | -    | -    | -    |      |
| Progressistes d'Alaior |                          | 5    | -    | -    | -    | -    | -    | -    | -    | -    | -    | -    | -    |      |
| Unió del Centre Democràtic |                          | 4    | -    | -    | -    | -    | -    | -    | -    | -    | -    | -    | -    |      |
| Número total regidors/es | Número total regidors/es | 13   | 13   | 13   | 13   | 13   | 13   | 13   | 13   | 13   | 13   | 13   | 13   | 17   |
| Després de superar la xifra de 10.000 habitants empadronats, i tal com estableixen les taules del número d’escons segons la Llei d’Hondt, el ple de l’Ajuntament d’Alaior augmentarà en 4 representants, passant de 13 a 17 regidors/es. Les eleccions municipals del 24 de maig de 2027 seran les primeres en la història que s'escolliran 17 representants al Ple municipal. |                          |      |      |      |      |      |      |      |      |      |      |      |      |      |
| Font: Institut d'Estadística de les Illes Balears (IBESTAT) |                          |      |      |      |      |      |      |      |      |      |      |      |      |      |

### Membres corporacions municipals (1979-2027)

#### Corporació municipal XII Legislatura (2023-2027)
| Regidor o regidora | Càrrec | Partit polític | O |
| Equip de govern | Equip de govern | Equip de govern |   |
| --- | --- | --- | - |
| José Luis Benejam Saura | Alcalde i regidor de Turisme, Comerç Local, Promoció Econòmica i Comunicació | |   |
| Maria Antònia Pons Mascaró | Primera tinent d'alcalde i regidora de l'Àrea Social, Habitatge, Seguretat, Mobilitat, Recursos Humans, Joventut, Ocupació, Diversitat, Protecció Civil, Cooperació, Ocupació via pública i Coordinació General. Portaveu del grup popular. | |   |
| Nando Orfila Timoner | Segon tinent d'alcalde i regidor d'Hisenda, Contractació, Tresoreria, Educació, Biblioteca Municipal, Arxiu, Subvencions, Administració Electrònica, Atenció al Ciutadà, Participació Ciutadana i Transparència | |   |
| Llorenç Mascaró Florit | Tercer tinent d'alcalde i regidor d'Urbanisme, Obra Pública i Patrimoni | |   |
| Eva Petrus Pons | Quarta tinent d'alcalde i regidora de Cultura, Festes, Fires i Mercats | |   |
| Luis Alberto Arevalo González | Regidor de Manteniment de les vies públiques, Parcs, Jardins, Camins Rurals, Carreteres, Edificis Municipals, Enllumenat Públic, Brigada i Cementiri | |   |
| Lorenzo Triay Caules | Regidor d'Esports, Urbanitzacions, Platges, Medi Ambient, Neteja Viària, Recollida de Residus, Energia i Salut Pública | |   |
| Oposició | | |   |
| Antoni Mir Vidal | Regidor a l'oposició i portaveu del grup socialista | |   |
| Mireia Gómez Pons | Regidora a l'oposició | |   |
| Maite Verger Cortés | Regidora a l'oposició | | 1 |
| Isa Allès Ferrer | Regidora a l'oposició i portaveu del grup Avançam | |   |
| Lluís López Camps | Regidor a l'oposició | |   |
| Víctor Ferrer Olives | Regidor a l'oposició | |   |
| Observacions | | |   |
| El 6 de febrer de 2024, en sessió ordinària, es produeix la renúncia al càrrec de regidor el Sr. Àlex Vidal Sierra, en motiu de la incompatibilitat del càrrec amb el nou lloc de treball al mateix consistori com a agent d'ocupació i desenvolupament local. Fou substituït per la número 4 de la llista electoral, la Sra. Maite Verger Cortés. Prengué possessió del càrrec el dia 2 d'abril de 2024 en sessió ordinària. | El 6 de febrer de 2024, en sessió ordinària, es produeix la renúncia al càrrec de regidor el Sr. Àlex Vidal Sierra, en motiu de la incompatibilitat del càrrec amb el nou lloc de treball al mateix consistori com a agent d'ocupació i desenvolupament local. Fou substituït per la número 4 de la llista electoral, la Sra. Maite Verger Cortés. Prengué possessió del càrrec el dia 2 d'abril de 2024 en sessió ordinària. | El 6 de febrer de 2024, en sessió ordinària, es produeix la renúncia al càrrec de regidor el Sr. Àlex Vidal Sierra, en motiu de la incompatibilitat del càrrec amb el nou lloc de treball al mateix consistori com a agent d'ocupació i desenvolupament local. Fou substituït per la número 4 de la llista electoral, la Sra. Maite Verger Cortés. Prengué possessió del càrrec el dia 2 d'abril de 2024 en sessió ordinària. | 1 |

#### Corporació municipal XI Legislatura (2019-2023)
| Regidor o regidora | Càrrec                                                                                                  | Partit polític  |
| Equip de govern | Equip de govern                                                                                         | Equip de govern |
| --- | --- | --------------- |
| José Luis Benejam Saura | Alcalde                                                                                                 |                 |
| Maria Antònia Pons Mascaró | Primera tinent d'alcalde i regidora de l'Àrea Social, Habitatge, Seguretat, Mobilitat i Recursos Humans |                 |
| Rafael Quintana Villalonga | Segon tinent d'alcalde i regidor d'Esports, Festes, Fires, Mercats i Joventut                           |                 |
| Cristóbal Marqués Palliser | Tercer tinent d'alcalde i regidor d'Urbanisme i Hisenda                                                 |                 |
| Maria del Mar López Corral | Regidora d'Urbanitzacions, Medi Ambient, Energia i Neteja Viària                                        |                 |
| Luis Alberto Arevalo González | Regidor de Promoció Econòmica, Ocupació, Manteniment i Cementiri. Portaveu del grup municipal.          |                 |
| Jaime Reurer Morlà | Regidor de Cultura, Educació i Patrimoni                                                                |                 |
| Oposició | |                 |
| Maria Camps Sintes | Regidora a l'oposició i portaveu del grup municipal                                                     |                 |
| Bartolomé Servera Esbert | Regidor a l'oposició                                                                                    |                 |
| Lluis López Camps | Regidor a l'oposició                                                                                    |                 |
| Eulàlia Torrà Canyelles | Regidora a l'oposició                                                                                   |                 |
| Marc Serena Espeitx | Regidor a l'oposició                                                                                    |                 |
| Àlex Vidal Sierra (1) | Regidor a l'oposició                                                                                    |                 |
| Observacions | |                 |
| (1) El 22 de juliol de 2020, es produeix la renúncia per motius personals del regidor electe, el Sr. Anselm Barber Luz. Fou substituït pel número 7 de la llista electoral, el Sr. Àlex Vidal Sierra. Prengué possessió del càrrec el dia 3 de novembre en sessió ordinària. | |                 |

#### Corporació municipal X Legislatura (2015-2019)
| Regidor o regidora | Càrrec                                                                                        | Partit polític  |
| Equip de govern | Equip de govern                                                                               | Equip de govern |
| --- | --------------------------------------------------------------------------------------------- | --------------- |
| Misericòrida Sugrañes Barrenys | Alcaldessa i regidora d'Urbanisme                                                             |                 |
| Arturo Pons Reurer | Primer tinent d'alcaldessa i regidor de Policia, Cementiri i Personal                         |                 |
| Isabel Rodríguez Anglada | Segona tinent d'alcaldessa i regidora de Cultura                                              |                 |
| Roger Ferrer Kemp | Tercer tinent d'alcaldessa i regidor d'Urbanitzacions, Medi Ambient i Manteniment             |                 |
| Cristóbal Marqués Palliser | Quart tinent d'alcaldessa i regidor d'Hisenda i Obres Públiques. Portaveu del grup municipal. |                 |
| Rafael Quintana Villalonga | Regidor d'Esports, Festes, Fires, Mercats i Joventut                                          |                 |
| Llorenç Cardona Seguí (1) | Regidor de Serveis Socials, Dinamització, Promoció Econòmica i Turística.                     |                 |
| Oposició |                                                                                               |                 |
| Llorenç Pons Llabrés | Regidor a l'oposició                                                                          |                 |
| Maria Camps Sintes | Regidora a l'oposició i portaveu del grup municipal                                           |                 |
| Bartolomé Servera Esbert | Regidor a l'oposició                                                                          |                 |
| Fanni Riudavets Florit | Regidora a l'oposició                                                                         |                 |
| Antoni Payeras Urbina | Regidor a l'oposició                                                                          |                 |
| Eulàlia Torrà Canyelles | Regidora a l'oposició                                                                         |                 |
| Observacions |                                                                                               |                 |
| (1) El març de 2018, es produeix la renúncia per motius professionals del regidor d'Hisenda, el Sr. Emilio Agis Benejam. Fou substituït pel número 8 de la llista electoral, l'exassessor de l'alcaldessa, el Sr. Llorenç Cardona Seguí. Després de la reorganització interna de l'equip de govern, el Sr. Llorenç Cardona passà a gestionar l'Àrea de Serveis Socials, Dinamització, Promoció Econòmica i Turística. D'altra banda, el Sr. Cristóbal Marqués assumí Hisenda i Obres Públiques i portaveu municipal del Grup Popular. |                                                                                               |                 |

#### Corporació municipal IX Legislatura (2011-2015)
| Regidor o regidora | Càrrec                                                       | Partit polític  |
| Equip de govern | Equip de govern                                              | Equip de govern |
| --- | ------------------------------------------------------------ | --------------- |
| Misericòrida Sugrañes Barrenys | Alcaldessa                                                   |                 |
| Emilio Agis Benejam | Primer tinent d'alcaldessa i regidor d'Urbanisme             |                 |
| Isabel Rodríguez Anglada | Segona tinent d'alcaldessa i regidora de Cultura             |                 |
| Juan Sintes Riudavets | Tercer tinent d'alcaldessa i regidor de Manteniment          |                 |
| Arturo Pons Reurer | Regidor de Policia, Cementiri i Personal                     |                 |
| Antoni Mascaró Camps | Regidor de Serveis Socials                                   |                 |
| Roger Ferrer Kemp | Regidor d'Urbanitzacions i Medi Ambient                      |                 |
| Juana María Pons Gomila | Regidora d'Hisenda                                           |                 |
| Oposició |                                                              |                 |
| Pau Morlà Florit | Regidor a l'oposició i portaveu del grup socialista          |                 |
| Àngela Caules Fuentes | Regidora a l'oposició                                        |                 |
| Anna Camps Morlà | Regidora a l'oposició                                        |                 |
| Fanni Riudavets Florit | Regidora a l'oposició i portaveu del grup PSM-Els Verds      |                 |
| Llorenç Pons Llabrés (1) | Regidor a l'oposició i portaveu del grup Esquerra de Menorca |                 |
| Observacions |                                                              |                 |
| (1) El 2013 es produeix la renúncia per motius personals del regidor electe, el Sr. Josep Portella Coll després de molts d'anys de dedicació a la vida política, essent conseller de Cultura, Educació i Esports del Consell Insular de Menorca (1999-2003), diputat al Parlament de les Illes Balears (1995-2003) i regidor de Cultura de l'Ajuntament d'Alaior (2003-2011) i regidor a l'oposició els últims dos anys (2011-2013). Fou substituït pel número dos de la llista electoral, el Sr. Llorenç Pons Llabrés, biòleg i professor de secundària. Aquest fou director general de Cooperació del Govern de les Illes Balears amb el primer pacte de progrés (1999-2003). |                                                              |                 |

#### Corporació municipal VIII Legislatura (2007-2011)
| Regidor o regidora | Càrrec | Partit polític  |
| Equip de govern | Equip de govern                                                                                               | Equip de govern |
| --- | --- | --------------- |
| Pau Morlà Florit | Alcalde i regidor d'Hisenda. Portaveu del grup socialista.                                                    |                 |
| Antoni Perea Villalonga | Primer tinent d'alcalde i regidor d'Esports i Serveis Socials                                                 |                 |
| Laurecia Seguí Torres | Segona tinent d'alcalde i regidora de Serveis Generals                                                        |                 |
| Jose Falagán Asensio | Quart tinent d'alcalde i regidor d'Urbanisme                                                                  |                 |
| Celia Osorio Tapias | Regidora de Festes, Comerç, Mercats i Cooperació.                                                             |                 |
| David Moll Mascaró | Regidor de Medi Ambient                                                                                       |                 |
| Josep Portella Coll | Tercer tinent d'alcalde i regidor de Cultura, Educació i Participació Ciutadana. Portaveu Esquerra de Menorca |                 |
| Oposició | |                 |
| Misericordia Sugrañes Barenys | Regidora a l'oposició. Portaveu del grup popular.                                                             |                 |
| Ramon Orfila Timoner | Regidor a l'oposició.                                                                                         |                 |
| Javier Irrigaray Fernandez | Regidor a l'oposició.                                                                                         |                 |
| Juan Sintes Riudavets | Regidor a l'oposició.                                                                                         |                 |
| Gertrudis Verger Febrer | Regidora a l'oposició.                                                                                        |                 |
| Margarita Benejam Marín (1) | Regidora a l'oposició.                                                                                        |                 |
| Observacions | |                 |
| (1) L'11 de desembre de 2009, es produeix la renúncia voluntària del regidor electe el Sr. Bernardo Pons Mascaró. Fou substituït per la número 7 de la llista electoral, la Sra. Margarita Benejam Marín. Prengué possessió del càrrec el 19 de gener de 2010 en sessió ordinària. | |                 |

#### Corporació municipal VII Legislatura (2003-2007)
| Regidor o regidora | Càrrec | Partit polític  |
| Equip de govern | Equip de govern                                                                                               | Equip de govern |
| --- | --- | --------------- |
| Pau Morlà Florit | Alcalde i regidor d'Hisenda. Portaveu del grup socialista.                                                    |                 |
| Ignàsia Domènech Pons | Primera tinent d'alcalde i regidora de Serveis Socials                                                        |                 |
| Silverio Juanico Sintes | Segon tinent d'alcalde i regidor d'Esports.                                                                   |                 |
| Laurecia Seguí Torres | Regidora de Fems, Neteja viària, Parcs i jardins i Cementiri.                                                 |                 |
| Jose Falagán Asensio | Quart tinent d'alcalde i regidor d'Urbanisme, Personal i Protecció Civil.                                     |                 |
| Celia Osorio Tapias | Regidora de Medi Ambient, Atenció ciutadana i Joventut.                                                       |                 |
| Josep Portella Coll | Tercer tinent d'alcalde i regidor de Cultura, Educació i Participació Ciutadana. Portaveu Esquerra de Menorca |                 |
| Oposició | |                 |
| Misericordia Sugrañes Barenys | Regidora a l'oposició. Portaveu del grup popular.                                                             |                 |
| Juan Sintes Riudavets | Regidor a l'oposició.                                                                                         |                 |
| Víctor Martín Miró | Regidor a l'oposició.                                                                                         |                 |
| Onofre Pons Quintana | Regidor a l'oposició.                                                                                         |                 |
| Bernardo Pons Mascaró | Regidor a l'oposició.                                                                                         |                 |
| Ramon Orfila Timoner | Regidor a l'oposició.                                                                                         |                 |
| Observacions | |                 |
| (1) El 10 d'octubre de 2004, es produeix la dimissió del batle electe, el Sr. Antoni Gómez Arbona per motius personals. Entrar com a regidora la número 7 de la llista electoral, la Sr. Celia Osorio Tapias. | |                 |

#### Corporació municipal VI Legislatura (1999-2003)
| Regidor o regidora            | Càrrec                                                                 | Partit polític  |
| Equip de govern               | Equip de govern                                                        | Equip de govern |
| ----------------------------- | ---------------------------------------------------------------------- | --------------- |
| Antoni Gómez Arbona           | Alcalde.                                                               |                 |
| Pau Morlà Florit              | Primer tinent d'alcalde i regidor d'Educació i Cultura.                |                 |
| Àngela Caules Fuentes         | Segona tinent d'alcalde i regidora de Serveis Generals i Medi Ambient. |                 |
| Antoni Mir Vidal              | Tercer tinent d'alcalde i regidor d'Urbanisme.                         |                 |
| Ignàsia Domènech Pons         | Quarta tinent d'alcalde i regidora de Serveis Socials.                 |                 |
| Silverio Juanico Sintes       | Regidor d'Esports i Turisme.                                           |                 |
| Almandina Melià Sintes        | Regidora de Manteniment de la ciutat i Cementeri.                      |                 |
| Oposició                      |                                                                        |                 |
| Sebastian Ameller Garriga     | Regidor a l'oposició. Portaveu del grup municipal.                     |                 |
| Antoni Camps Cardona          | Regidor a l'oposició.                                                  |                 |
| Víctor Martín Miró            | Regidor a l'oposició.                                                  |                 |
| Misericòrdia Sugrañes Barenys | Regidora a l'oposició.                                                 |                 |
| Jaime Reurer Morlà            | Regidor a l'oposició.                                                  |                 |
| Maria Elsa Pons Fortuny       | Regidora a l'oposició.                                                 |                 |

#### Corporació municipal V Legislatura (1995-1999)
| Regidor o regidora | Càrrec                                                                       | Partit polític  |
| Equip de govern | Equip de govern                                                              | Equip de govern |
| --- | ---------------------------------------------------------------------------- | --------------- |
| Antoni Gómez Arbona | Alcalde.                                                                     |                 |
| Pau Morlà Florit | Primer tinent d'alcalde i regidor d'Urbanisme, Obres, Turisme i Agricultura. |                 |
| Vicent Petrus Villalonga | Segon tinent de batle i regidor d'Educació i Cultura.                        |                 |
| Maria Juana Paul Pons | Tercera tinent d'alcalde i regidora de Serveis Socials.                      |                 |
| Antoni Mir Vidal | Quart tinent d'alcalde i regidor de Policia i Esports.                       |                 |
| Àngela Caules Fuentes | Regidora de Governació.                                                      |                 |
| Almandina Melià Sintes | Regidora de Manteniment de la ciutat i Cementeri.                            |                 |
| Oposició |                                                                              |                 |
| Misericòrdia Sugrañes Barenys | Regidora a l'oposició. Portaveu del grup municipal.                          |                 |
| Bartolomé Mascaró | Regidor a l'oposició.                                                        |                 |
| Sebastian Florit Olives | Regidor a l'oposició.                                                        |                 |
| Juan Cardona Riudavets | Regidor a l'oposició.                                                        |                 |
| Maria Elsa Pons Fortuny | Regidora a l'oposició.                                                       |                 |
| Juana Maria Cardona Juanico (1) | Regidora a l'oposició.                                                       |                 |
| Observacions |                                                                              |                 |
| (1) Després dels resultats, l'anterior batle, Pons Timoner, decideix abandonar la corporació municipal després del 17 de juny quan serà constituïda. Fou substituït per Juana Maria Cardona Juanico, que ocupa el número set en la candidatura popular. |                                                                              |                 |

#### Corporació municipal IV Legislatura (1991-1995)[9][10]
| Regidor o Regidora            | Càrrec               | Partit Polític       |
| Equip de govern               | Equip de govern      | Equip de govern      |
| ----------------------------- | -------------------- | -------------------- |
| Antonio Pons Timoner          | Alcalde              |                      |
| Sebastián Florit Olives       | Regidor              |                      |
| Misericòrdia Sugrañes Barenys | Regidora             |                      |
| Juan Carreras Olivar          | Regidor              |                      |
| Juan Cardona Riudavets        | Regidor              |                      |
| Lorenzo Mascaró Florit        | Regidor              |                      |
| Sebastián Ameller Garriga     | Regidor              |                      |
| Oposició                      |                      |                      |
| Vicente Petrus Villalonga     | Regidor a l'oposició | Socialistes d'Alaior |
| Pere Jaume Alzina Seguí       | Regidor a l'oposició | Socialistes d'Alaior |
| Bartomeu Josep Pons Pons      | Regidor a l'oposició | Socialistes d'Alaior |
| Bienvenido Perea Villalonga   | Regidor a l'oposició | Socialistes d'Alaior |
| Anselm Barber Luz             | Regidor a l'oposició | Socialistes d'Alaior |
| Francesc Navas García         | Regidor a l'oposició |                      |

#### Corporació municipal III Legislatura (1987-1991)[11]
| Regidor o Regidora          | Càrrec               | Partit Polític   |
| Equip de Gonvern            | Equip de Gonvern     | Equip de Gonvern |
| --------------------------- | -------------------- | ---------------- |
| Antonio Pons Timoner        | Alcalde              |                  |
| Hilario Olives Riudavets    | Regidor              |                  |
| Juana López Mercadal        | Regidor              |                  |
| Sebastián Florit Olives     | Regidor              |                  |
| Juan A. Verger Moll         | Regidor              |                  |
| Juan Caules Juanico         | Regidor              |                  |
| Isabel Petrus Melià         | Regidor              |                  |
| Oposició                    |                      |                  |
| Idilio Paul Pons            | Regidor a l'oposició |                  |
| Pedro Alzina Seguí          | Regidor a l'oposició |                  |
| Bienvenido Perea Villalonga | Regidor a l'oposició |                  |
| Anselmo Barber Luz          | Regidor a l'oposició |                  |
| Onofre Quintana Seguí       | Regidor a l'oposició |                  |
| Eduard Riudavets Florit     | Regidor a l'oposició |                  |

Corporació municipal II Legislatura (1983-1987)
| Regidor o Regidora       | Càrrec               | Partit Polític   |
| Equip de Gonvern         | Equip de Gonvern     | Equip de Gonvern |
| ------------------------ | -------------------- | ---------------- |
| Antonio Pons Timoner     | Alcalde              |                  |
| Juan A. Verger Moll      | Regidor              |                  |
| Antonio Ruano            | Regidor              |                  |
| Antoni Marquès Vidal     | Regidor              |                  |
| Joan Caules Juanico      | Regidor              |                  |
| Hilario Olives Riudavets | Regidor              |                  |
| Antoni Sintes Pons       | Regidor              | Independents     |
| Miquel Grandio Picó      | Regidor              |                  |
|                          | Regidor              |                  |
| Oposició                 |                      |                  |
| Miquel Alzina Timoner    | Regidor a l'oposició |                  |
| Llorenç Petrus Carreras  | Regidor a l'oposició |                  |
| Lidio Ameller Carreras   | Regidor a l'oposició |                  |
| Joan Barber Borràs       | Regidor a l'oposició |                  |
| José Coll Pons           | Regidor a l'oposició |                  |
| Antoni Riudavets López   | Regidor a l'oposició |                  |

Corporació municipal I Legislatura (1979-1983)
| Regidor o Regidora      | Càrrec               | Partit Polític         |
| Equip de Gonvern        | Equip de Gonvern     | Equip de Gonvern       |
| ----------------------- | -------------------- | ---------------------- |
| Cristòfol Triay Humbert | Alcalde              |                        |
| Martí Piris Mascaró     | Regidor              |                        |
| Basili Enrich           | Regidor              |                        |
| Alejo Cánovas           | Regidor              |                        |
| Santiago Pons Quintana  | Regidor              | Independents           |
| Juan Ignacio Fortuny    | Regidor              | Independents           |
| Onofre Pons Quintana    | Regidor              | Independents           |
| Joan Mascaró Palliser   | Regidor              | Independents           |
| Oposició                |                      |                        |
| Miquel Alzina Timoner   | Regidor a l'oposició | Progressistes d'Alaior |
| Antoni Gomez Solsona    | Regidor a l'oposició | Progressistes d'Alaior |
| Sebastià Pons Pallliser | Regidor a l'oposició | Progressistes d'Alaior |
| Antoni Fortuny Alzina   | Regidor a l'oposició | Progressistes d'Alaior |
| Pedro Florit Olives     | Regidor a l'oposició | Progressistes d'Alaior |

## Turisme

### Monuments

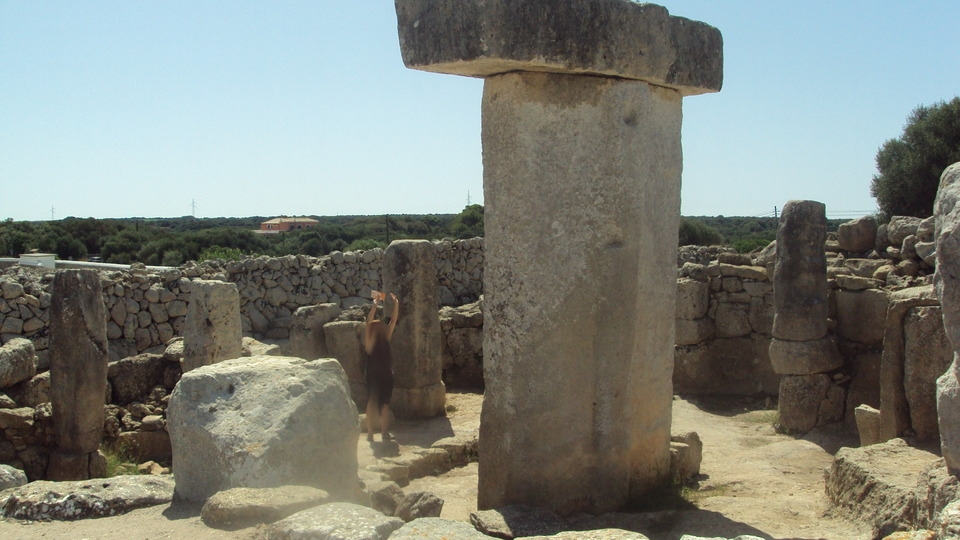
Taula de Torralba d'en Salort, Menorca, Illes Balears.

Alaior posseeix una extraordinària riquesa arqueològica. Aquests són els principals jaciments: Torralba d'en Salort (amb la taula més magnífica de Menorca), Calescoves (necròpolis amb més d'un centenar de coves funeràries), el poblat talaiòtic de Sa Torre d'en Gaumés (el més extens de l'illa), So na Cassana i la basílica paleocristiana de Son Bou.
Pel que fa als monuments urbans, en destacam: l'església de Santa Eulàlia (reedificada en el XVII, d'inspiració barroca), les Cases Consistorials (edifici civil del XVII), l'església de Sant Diego (amb el pati de sa Lluna), l'ermita de Sant Pere Nou (del XVIII), la capella de Gràcia, l'ermita rural de Sant Llorenç de Binixems (al nord del terme, reedificada a finals del XIX) i, com a expressió d'arquitectura civil representativa d'antigues famílies benestants, Can Salort, avui de propietat municipal. D'interès etnològic són també els molins que rodegen la població, el d'en Jon, el d'en Pujol, etc., o els colls de pou que encara es mantenen dins la trama urbana.

### Platges
El terme municipal sols limita amb el mar pel sud, per la qual cosa l'expansió turística està situada en aquest litoral. Les platges principals són: Cala en Porter, Calescoves i Son Bou, aquest darrer és l'arenal més llarg de Menorca.
L'economia turística ha donat lloc a l'aparició de diverses urbanitzacions en aquests paratges, d'entre les quals esmentam: Son Vitamina, Cala en Porter, Son Bou, Sant Jaume i Torre-solí. En aquestes urbanitzacions els visitants poden trobar tot tipus d'ofertes: hotels, restaurants, bars, discoteques i botigues. A prop de Son Bou hi ha un càmping.

## Cultura
La xarxa cultural de la vila és formada per un bon grapat d'organismes i de moviments artístics ben remarcables. Cal destacar-hi l'arxiu històric, la biblioteca, el Centre Cultural (que inclou sala de teatre), el Fòrum Tercer Mil·lenni, sala d'exposicions de l'Ajuntament, el centre de cultura de Sant Diego, Joventuts Musicals i l'Espai Rotger d'ensenyament musical.
Cal destacar LÔAC, Alaior Art Contemporani, que alberga una impressionant col·lecció d'obres d'art contemporani d'artistes tan reconeguts internacionalment com Joan Miró, Miquel Barceló, Marina Abramović, Jaume Plensa, Antonio Saura o Antoni Tàpies, entre molts altres. Es tracta de l'única exhibició pública d'una col·lecció privada d'aquestes característiques a l'illa de Menorca, destacant també per ser una de les més destacades de totes les Illes Balears.
I en el terreny educatiu: dues escoles de primària, l'institut Josep Miquel Guàrdia, l'escola d'educació d'adults i l'extensió universitària a Menorca de la UIB (Universitat de les Illes Balears).
El català és la llengua pròpia d'Alaior, com de la resta de Menorca, i constitueix un bé patrimonial de primer ordre.

## Tradicions

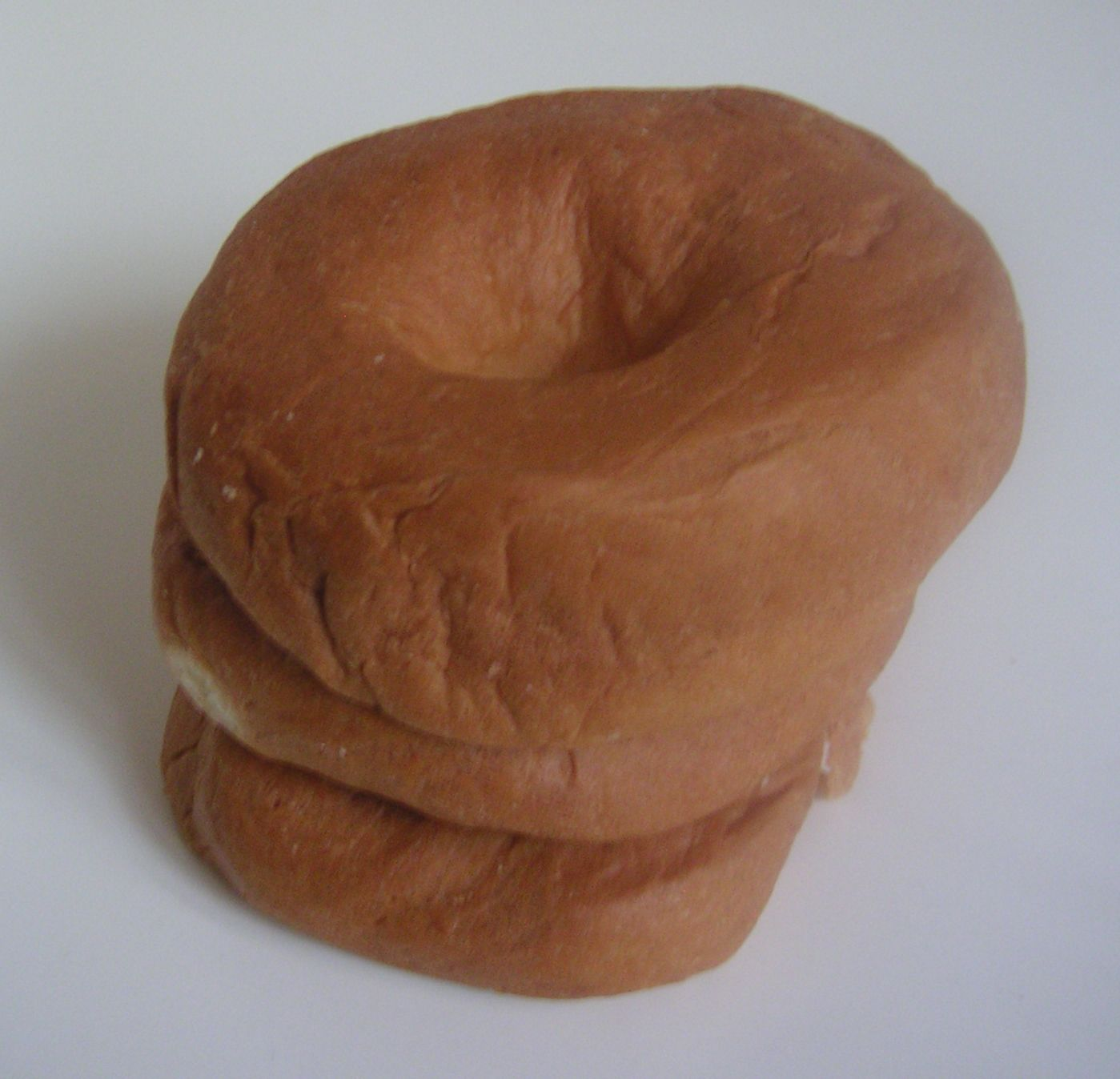
Galetes

Íntimament lligades a l'evolució econòmica de la vila i de Menorca, les tradicions d'Alaior intervenen decididament en les peculiaritats de la fesomia social de la població.
Sabater artesà.
Entre els principals sectors industrials del poble destaquen la fabricació de calçat (a Alaior es troben alguns dels fabricants de calçat més importants de l'illa), la de mobles i de frontisses, a més d'un petit sector de bijuteria.
Arader fabricant barreres.
Com a expressió de les més antigues activitats menorquines, a Alaior encara subsisteix qualque exemple de mestres araders.
En el sector industrial-artesà esmentam els transformats làctics (curació de formatge artesanal i la cooperativa COINGA), la producció d'embotits, gelats i pastisseria, i l'elaboració de licors. Alaior també disposa d'un polígon industrial en què es troben la majoria d'empreses de la població.
Les pedreres de marès produeixen una de les principals matèries primeres per a la construcció de les cases tradicionals menorquines.
Productes típics: formatge (denominació d'origen Maó), carn-i-xulla, sobrassada i formatjades, rubiols i flaons. Pastissets menorquins, galetes i coques bamba.

## Fills Il·lustres i adoptius d´Alaior
| Tipologia      | Nom                             | Observacions                             | Data del nomenament       |
| -------------- | ------------------------------- | ---------------------------------------- | ------------------------- |
| Fill Il·lustre | Bisbe Gonyalons                 | Bisbe de Solsona                         | aproximadament l'any 1700 |
| Fill Il·lustre | Pare Ramón Villalonga           | Religiós, rector de S.J Baptista de Muro | 1753                      |
| Fill Il·lustre | Comte de Cifuentes              | Governador de Menorca                    | 1783                      |
| Fill Il·lustre | Josep Miguel Guàrdia            | escriptor, filòsof i metge               | 1868                      |
| Fill Il·lustre | Paborde Doctor Marc Martí Totxo | Paborde de Menorca                       | 1917                      |
| Fill Il·lustre | Miquel Barçola Cardona          |                                          | 1973                      |
| Fill Il·lustre | Doctor Joan Comas Camps         | Antropòleg                               | 1975                      |
| Fill Il·lustre | Josep Mascaró Pasarius          | Arqueòleg i investigador                 | 1996                      |
| Fill Il·lustre | Antoni Cardona Sans             | Cooperativista                           | 2018                      |
| Fill Il·lustre | Santiago Pons Quintana          | empresari del calçat                     | 2022                      |
| Fill Adoptiu   | Carlos de Torres i Alonso       | Metge a Alaior durant 44 anys            | 1998                      |
| Fill Adoptiu   | Joaquín Pardo Rodriguez         | Mestre                                   |                           |
| Fill Adoptiu   | Enrique Cuadra de Miguel        | Metge                                    |                           |
| Fill Adoptiu   | Bernat Ribot Ferriol            | Hermano de la Salle                      |                           |
| Fill Adoptiu   | Augusto Cortés Bonnin           | Mestre                                   |                           |
| Fill Adoptiu   | Antonio Gómez                   | Metge                                    |                           |

## Festes

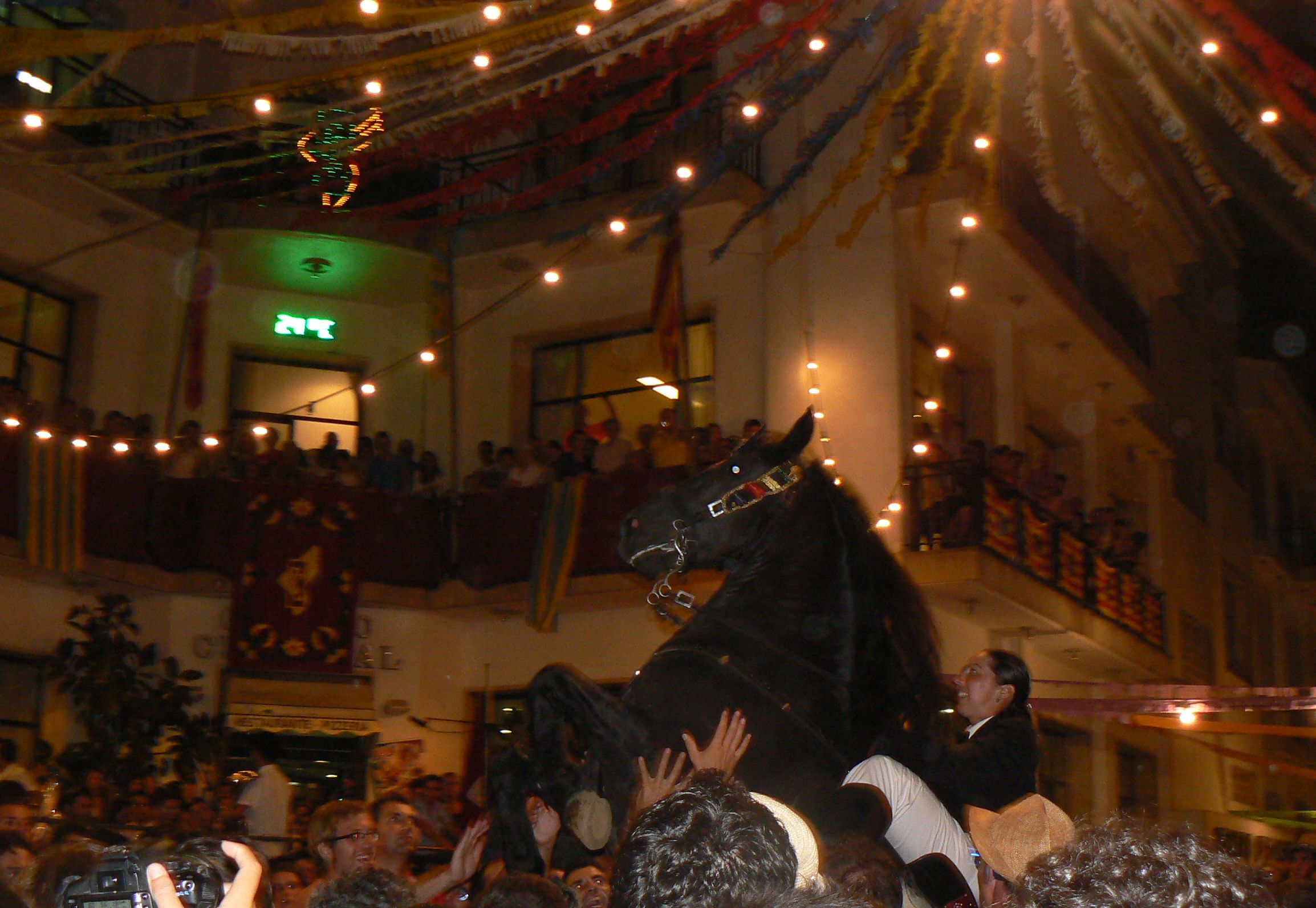
Jaleo a les festes de Sant Llorenç

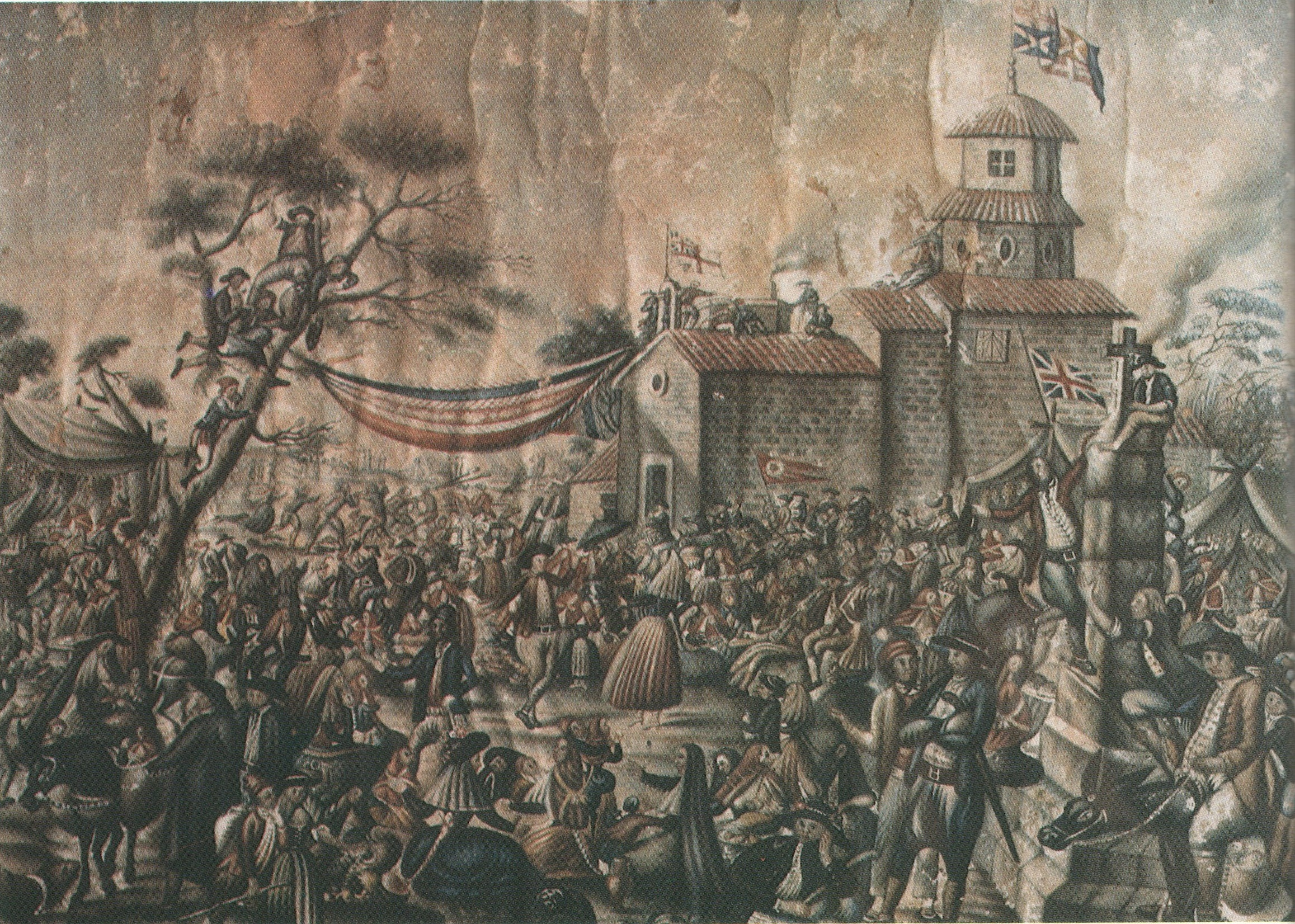
Festa popular a Binixems obra de Giuseppe Chiesa Baratti

#### Festes de Sant Llorenç
Una comunitat de fama festívola com l'alaiorenca expressa el seu esperit mitjançant dues fites cabdals. La primera són les festes populars de Sant Llorenç, que reprodueixen tota la tradició cavalleresca tan arrelada arreu de Menorca. I la segona, les festes de Carnaval, representades per la figura d'en Bernat Figuerola.
La festa dedicada a sant Llorenç es va iniciar a l'ermita de Binixems just després del 1301 i va perviure gairebé invariable fins al 1832-1833, moment en què la celebració es trasllada a Alaior. Les festes de Sant Llorenç tenen lloc el cap de setmana del 9 i 10 d'agost o, en el cas que aquest últim no caigui en diumenge, el cap de setmana posterior a aquest dia, i tenen el cavall com a figura protagonista.

### Conferenciant convidat/da commemoració Diada de la Fundació d'Alaior (2008-2025).
L'any 2004 es celebrava a Alaior el 700 aniversari del document en el qual el Rei Jaume II fundava la vila, i l'any 2007 es va acordar instituir el 29 d'abril como a diada per celebrar l'efemèride amb un acte institucional on cada any els partits polítics representats al Ple de l'Ajuntament, escullen un alcalde o personalitat destacada per tal que realitzi una conferència sobre el municipalisme.
| Any  | Nº | Conferenciant                  | Observacions |
| ---- | -- | ------------------------------ | --- |
| 2025 | 21 | Joan Baldoví Roda              | Alcalde de Sueca (2007-2011) i diputat al Congrés dels Diputats (2011-2023).                                                             |
| 2024 | 20 | Xavier García Albiol           | Alcalde de Badalona (2011-2015, 2020-2021 i 2023 - actualitat).                                                                          |
| 2023 | 19 | Javier Maroto Aranzabal        | Senador. Alcalde de Vitòria (2011-2015).                                                                                                 |
| 2022 | 18 | Odon Elorza González           | Alcalde de Sant Sebastià (1991-2011) i diputat al Congrés dels Diputats (2011-2023).                                                     |
| 2021 | 17 | Manuela Carmena Castrillo      | Advocada i jutgessa. Alcaldessa de Madrid (2015-2019)                                                                                    |
| 2020 |    | Suspès a causa de la pandèmia. | Suspès a causa de la pandèmia. |
| 2019 | 16 | Miquel Vidal Vidal             | Biòleg. Alcalde de Santanyí (1999-2013).                                                                                                 |
| 2018 | 15 | Guillem Balboa Buika           | Alcalde d'Alaró (2017-2019). |
| 2017 | 14 | Pedro Santisteve Roche         | Advocat i professor universitari. Alcalde de Saragossa (2015-2019).                                                                      |
| 2016 | 13 | Íñigo de la Serna Hernaiz      | Enginyer de camins. Alcalde de Santander (2007-2016) i ministre de Foment (2016-2018)                                                    |
| 2015 | 12 | Félix Alonso Cantorné          | Geògraf. Alcalde d'Altafulla (2011-2019).                                                                                                |
| 2014 | 11 | Miquel Ensenyat Riutort        | Alcalde d'Esporles (2005-2015). President del Consell Insular de Mallorca (2015-2019). Va perdre l'avió i no va impartir la conferència. |
| 2013 | 10 | Núria Parlon i Gil             | Politòloga. Alcaldessa de Santa Coloma de Gramanet (2009-2024).                                                                          |
| 2012 | 9  | Mateu Isern Estela             | Advocat. Alcalde de Palma (2011-2015) i diputat al Congrés dels Diputats (2016).                                                         |
| 2011 | 8  | Antoni Petrus                  | Catedràtic de Sociologia de la Universitat de Barcelona                                                                                  |
| 2010 | 7  | Amor Pascual Carceller         | Alcaldessa d'Alcañiz (2007-2011). |
| 2009 | 6  | Jose Ramón Bauzà               | Alcalde de Marratxí (2005-2011). President del Govern de les Illes Balears (2011-2015) i Eurodiputat (2019-)                             |
| 2008 | 5  | Aina Calvo Sastre              | Doctora en Pedagogia. Alcaldessa de Palma (2007-2011) i delegada del Govern a les Illes Balears (2020-)                                  |

## Esport
Les principals instal·lacions esportives del municipi són:
- Pavelló Esportiu Municipal
- Camp de futbol Los Pinos
- Club Hípic Alaior
- Club de Tennis Alaior

Altres entitats esportives destacables són: Club Ciclista 42x21 Alaior, Club Bàsquet Jovent, Club Bàdminton Alaior, Club Voleibol Alaior, Club Atletisme Alaior, Club Automodelisme, Centro Cultural Alaior, Club Gimnàstica Rítmica i Club Gimnàstica Alaior.